# مقلوبه

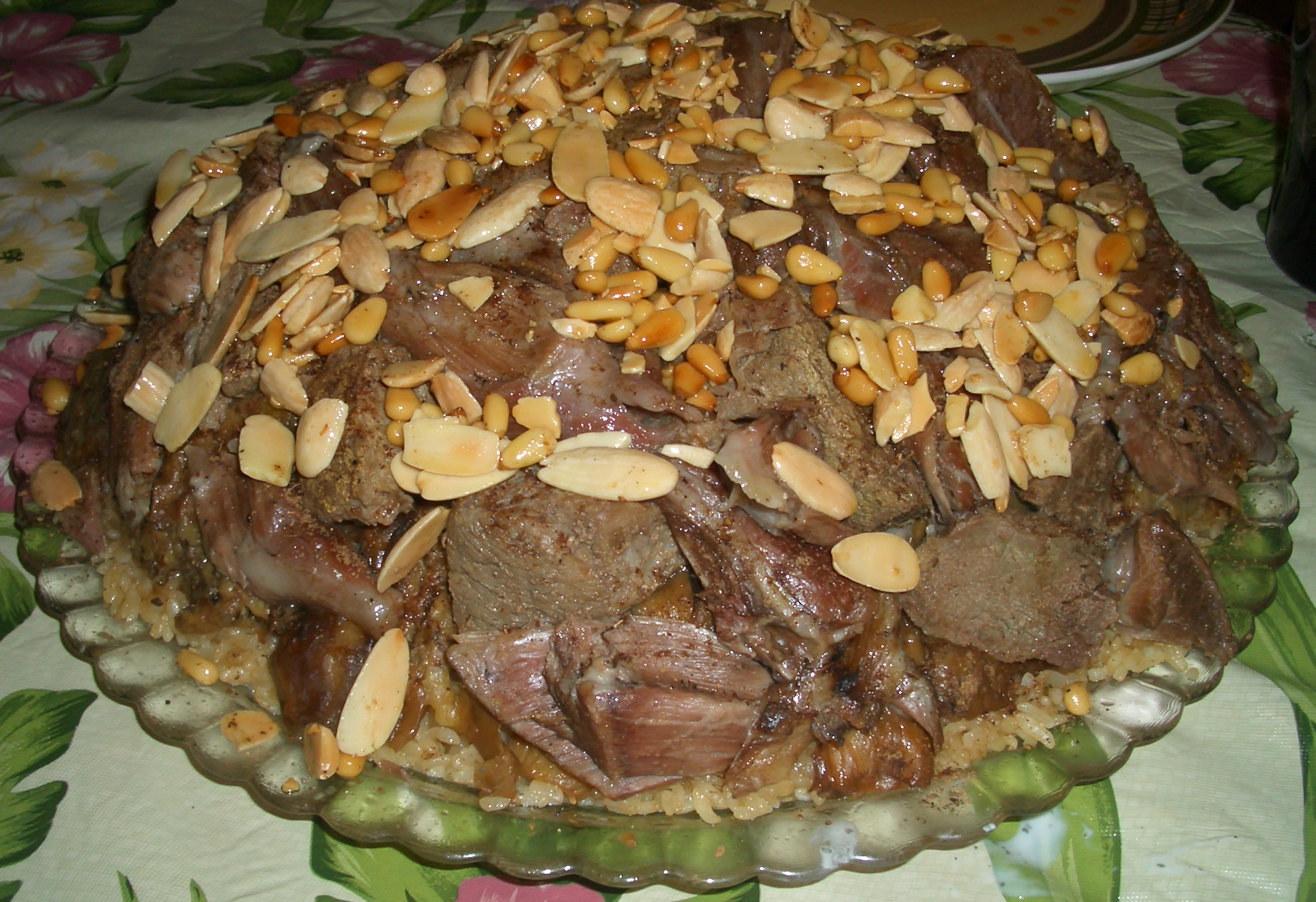

مقلوبه یا مکلوبه یک خوراک مخصوص بلاد شامات از جمله، فلسطین، اردن و سوریه است. این خوراک بر پایهٔ برنج و بادمجان است.
مواد سازنده مقلوبه در کشتزارهای فلسطین یافت می شود. مقلوبه از برنج، بادمجان، گل کلم، هویج، گوجه سرخ کرده، گوشت قرمز یا مرغ و ادویه هفتگانه (عربی: سبع بهارات) درست می شود.
این خوراک در فلسطین و کشورهای شام مانند سوریه و اردن دوستداران زیادی دارد.

## شیوه پخت
شیوه پخت مقلوبه شبیه به غذاهای ایرانی است.
تمامی مواد مانند بادمجان و ... جداگانه با ادویه سرخ میشود و در پایان با برنج آبکش شده مخلوط شده و در یک قابلمه دربسته دم می کشد.
مقلوبه دارای چربی بالاست و برای کسانی که رژیم لاغری دارند، پیشنهاد نمی‌شود.